# Eduardo Pereira Nunes
Eduardo Pereira Nunes (Rio de Janeiro, 23 de setembro de 1953) foi presidente do Instituto Brasileiro de Geografia e Estatística (IBGE) entre 6 de fevereiro de 2003 e 14 de setembro de 2011, tendo sido nomeado pelo presidente Luiz Inácio Lula da Silva. É funcionário de carreira da instituição, onde entrou em 1980 no Departamento de Contas Nacionais, o qual chefiou de junho de 2000 até sua nomeação como presidente do Instituto.

## Formação e carreira acadêmica
Pereira Nunes é formado em economia pela Universidade Federal do Rio de Janeiro (UFRJ), doutorando-se na UNICAMP. É professor titular da Universidade Cândido Mendes e de cursos de pós-graduação da Fundação Getulio Vargas (FGV).

## Cargos internacionais
Pereira Nunes liderou a 17ª Conferência Internacional sobre Estatísticas do Trabalho (ILO), em 2003; presidiu o Grupo do Rio sobre Estatísticas da Pobreza, em Nova Iorque, de 2003 a 2006; além do Bureau da Conferência de Estatísticos das Américas, também em 2003-2005; e foi presidente do Comitê de Estatística da Organização Mundial do Turismo (WTO) entre 2006 e 2011.

## Premiações
Eduardo Nunes esteve à frente dos trabalhos do Censo 2010 e as inovações tecnológicas usadas na operação renderam prêmios ao IBGE, que foi um dos 10 laureados pela UNESCO e a Netexplorateur (atual Netexplo), um observatório independente francês pelo desenvolvimento da sociedade digital.